# A Hét (folyóirat, 1970–2003)
A Hét bukaresti kiadású romániai magyar társadalmi-politikai-művelődési hetilap volt, mely 1970 és 2003 között jelent meg.

## Története

### 1989 előtt
Indulásakor a romániai Szocialista Művelődési és Nevelési Tanács társadalmi-politikai-művelődési hetilapja volt, amely 1970. október 23-án indult Bukarestben. Alapító főszerkesztő Huszár Sándor, az 1983/44. számtól főszerkesztő Lázár Edit. Főszerkesztő-helyettesek: Gálfalvi Zsolt (1970–71), Földes László (1970–73), Márki Zoltán (1973–75), Horváth Andor (1975–83), az 1983/44. számtól Barabás István. Szerkesztőségi titkár az alapítástól 1986-ig Kovács András. A romániai magyar sajtó történetében az első olyan hetilap, amely – miként a havi folyóiratok közül a Korunk – rendszeresen foglalkozik a társadalmi és politikai élet, az irodalom, színjátszás, film, zene, képzőművészet mellett a közművelődés, történelemtudomány, műszaki és természettudományok időszerű kérdéseivel, nyomon kíséri a legfontosabb vitákat és megjelenő műveket akár a művészetek, akár a tudományok minden területéről. Indulásától kezdve (1974-ig 20 oldalas számokban) korszerű információkat közvetít Romániából és a nagyvilágból, a nyitottság és alkotó gondolkodás jegyében, a nemzetiségi életre és öntudatra eső erőteljes hangsúllyal.
Programadó vezércikkében a szerkesztőség leszögezte: „A Hétnek a sokoldalúan fejlett szocialista társadalom felépítése sokrétű feladatait kell – sajátos jellegének megfelelő formában – alkotó vizsgálat alá vennie. Tájékoztatást kell nyújtania arról a nagyszabású szervezőmunkáról, amely a párt irányításával a gazdasági-társadalmi élet vezetési formáinak és módszereinek, végső fokon tehát a szocialista termelési viszonyok tökéletesítésének érdekében az országban folyik.”
Ilyen sokirányú lap legfőbb szerkesztési problémája az egyensúly biztosítása. Évfolyamait olyan egység jellemzi, amelynek összhangját a munkatársak egyéni véleménynyilvánítása, szabad vizsgálódása, szemléleti és stiláris különbözősége adja meg. Méliusz József, aki írói, közéleti tekintélyével támogatta a lap törekvéseit, az egyik TV-adásban úgy jellemezte a lapot, mint amelyik mindig meg tudta találni a maga helyét a változó időben. A tízéves évfordulón Huszár Sándor főszerkesztői számvetése a lap fő erényét abban látta, hogy „a köréje sereglett és az élet szinte minden területén tevékenykedő munkatársi gárdát egyetlen gondolat köti össze: a cselekvés gondolata. Az országért, a nemzetiségért – önmagunkért való cselekvés ösztöne hoz egy akolba. Ilyen értelemben A Hét a romániai magyar értelmiség cselekvő életérzésének kifejezője: a társadalmi cselekvés egy modelljének kifejezője.”
A lap közéleti témájú publicisztikája az időszerű belpolitikai, ritkábban világpolitikai kérdésekre összpontosítja figyelmét. Ideológiai és gazdasági tájékoztatást nyújtó anyagai (Gáll János, Sztranyiczki Gábor, Vorzsák Álmos) a korszak  kötelező sajtószintjét tükrözik. Élénk színfolt a Napirenden rovat, jegyzetekkel, kisriportokkal, a Fórum felcímmel jelentkező olvasói visszhangokkal; a romániai magyar sajtóban legkövetkezetesebben közli az olvasói véleményeket, nemcsak akkor, ha azok támogatják a lap írásait, hanem ha bírálják vagy cáfolják is azokat. (Évente mintegy 1000–1500 levél érkezik a szerkesztőségbe.) A Nemzetközi Kilátó a nagyvilág új, fontos jelenségeit szemlézi (Kászoni Zoltán István, Németh Csaba); hazai szerzők mellett mintegy félszáz külföldi munkatárs biztosítja a lap nemzetközi témájú anyagainak frissességét és változatosságát.
Rendszeresen jelentkező riportjaiban a romániai valóság új jegyeit, a társadalmi élet mozgását, hagyományok megújulását, szokások változásait mutatja be; a riportokban erőteljes hangsúlyt kapnak a nemzetiségi öntudat, a román–magyar együttélés, a helytörténeti kutatások kérdései. A lap egyképpen teret ad a hagyományos megmódolású riportnak (Dali Sándor, Dános Miklós 1974-ig, Vajnovszki Kázmér, a szociológiai fogantatású tényfeltárásnak (Rostás Zoltán, Tófalvi Zoltán) vagy a szépirodalmi ábrázolás és a szociográfiai tényszerűség elemeit ötvöző riportírásnak (Beke György, Marosi Barna).
Kritikák, esszék, tanulmányok alkotják az irodalmi rovat gerincét. (Rovatvezető haláláig, 1981-ig Baróti Pál, azóta Szávai Géza és Adonyi Nagy Mária) A heti 12 oldalas számokra való áttérés óta a lap verset nem közöl. A prózai műfajok közül a tárcanovellát pártfogolja, mint amilyenek Huszár Sándornak a bukaresti magyar értelmiségi mai életérzését kifejező írásai. E rovatban jelent meg folytatólagosan Méliusz József regényes esszé-sorozata, amely kötetben Tranzit kávéház címet kapott. Irodalomkritikával, irodalmi tárgyú esszével, tanulmánnyal leggyakrabban Bernád Ágoston, Bretter György, Csehi Gyula, Cs. Gyimesi Éva, Egyed Péter, Fábián Ernő, Földes László, Gálfalvi Zsolt, Gáll Ernő, Horváth Andor, Kovács János, Láng Gusztáv, Molnár Gusztáv, Rácz Győző, Szász János, Szávai Géza, Szilágyi N. Sándor, Tamás Tímea, Tóth Sándor volt vagy van jelen. Az irodalmi örökséggel foglalkoznak Huszár Sándor irodalomtörténeti esszéi (Szabó Dezsőről, Ioan Slavici-ról). Marosi Ildikó és Szekernyés János a romániai magyar irodalomtörténet köréből közöl fontos részadatokat – utóbbi a Bánság irodalmi helytörténésze –, Beke György interjúi a magyar–román irodalmi és művészeti kapcsolatok személyes vonatkozásait kutatják.
Színházi rovatában a lap kritikával kíséri a jelentősebb erdélyi magyar színházi bemutatókat, rendszeresen beszámol a bukaresti színházi életről. Kacsir Mária rovatszerkesztőn kívül leggyakrabban Gálfalvi Zsolt, Lőrinczi László, Oláh Tibor, Páll Árpád, Rácz Győző közöl színibírálatot, drámatörténeti tanulmányt, ritkábban Szabó László is jelentkezik színházi témájú írásokkal. A filmkritikát mindvégig Halász Anna jegyezte. A képzőművészeti anyagok gondozója előbb Ágopcsa Marianna, Adonyi Nagy Mária, majd Kászoni Zoltán István; a lap grafikai szerkesztője 1978-ig D. Varga Katalin, majd halála után Szilágyi V. Katalin, a rovat főbb munkatársa Erdélyi Lajos, Mezei József, Murádin Jenő, de bedolgozott a rovatba Szécsi András festőművész is. A zenei rovat a hazai zenei élet rendszeres fóruma; főmunkatársa László Ferenc, gyakran közölt az első időkben Vermesy Péter, mindvégig Rónai István.
A lap tudományos oldalai átfogják a gazdaság, a történelem, a szociológia, a filozófia, a pedagógia s a reáliák, műszaki tudományok minden területét; nagy teret szentelnek a jelentősebb, Romániában megrendezett nemzetközi tudóstalálkozóknak, előmozdítva e keretben Romániának Magyarországgal s a többi szomszédos állammal való tudományos-kulturális kapcsolatát. A rovatot haláláig, 1977-ig Dankanits Ádám vezette, utóda a társadalomtudományi közlemények szerkesztője, Rostás Zoltán. A történelmi vonatkozású közlemények elsősorban a romániai magyar nemzetiség múltját, a román–magyar együttélés mozzanatait tudatosítják (Csetri Elek, Demény Lajos, Egyed Ákos, Fazekas János, Jakó Zsigmond, Spielmann József). A pedagógiai-lélektani témájú írások Baróti Judit gondozásában a korszerű oktatás kérdéseit tárgyalják, különös tekintettel az anyanyelvű oktatás fontosságára (Fey László, Kovács Nemere). Ágoston Hugó rovatvezető a tudományos oldalakat tartja nyitva minden modern, új ismeret, alkotó gondolat előtt; a lap érdeme, hogy magyar nyelven közlő tudományos szerzőgárdát alakított ki maga körül, amely a korszak szintjén tájékoztatja olvasóit és vonja be őket a műszaki, tudományos fejlődés időszerű problémáiba. A leggyakrabban jelentkező nevek e cikkek alatt: Bakk Miklós, Barabás Endre, Bitay László, Daróczi-Szabó Árpád, Dóczy Tamás, Járai Rezső, Jenei Dezső, Kerekes Medárd, Kozma L. György, Létay László, Mandics György, Németh János, O. Bogáthy Zoltán, Ondrejcsik Kálmán, Puskás Attila, Salló Ervin, Semlyén István, Spielmann Mihály, Sz. Benedek István, Szabó Árpád, Szabó Árpád, Szabó Zsigmond, Szász-Fejér János, Székely Győző, Székely József, Szőcs Géza Mihály, Szőke Amália, Tamás István, Toszó Árpád, Tuzson Gábor, Uray Zoltán, Veres József, Vörös Előd. Szerepet kaptak a sportújságírók cikkei is, köztük Székely László írásai. A szerzők teljes névsorát megközelítően sem lehetne felsorolni, a lap 2121 külső munkatársat tart számon.
Ilyen népes szerzői gárda szerepeltetése el sem képzelhető a szerkesztés demokratikus nyíltsága nélkül. A lap hasábjain néhány fontos művelődési kérdésben tisztázó erejű vita bontakozott ki: a zenei anyanyelv ügyében 1972-ben (László Ferenc, Szabó Csaba, Rónai István, László-Bakk Anikó, Vermesy Péter, Horváth Tibor, Szenik Ilona), a népművészet korszerűségéről ugyancsak 1972-ben (Huszár Sándor, Sylvester Lajos, Végh Olivér, Balogh Edgár, Kabay Lisette, Szőcs István, Láng Gusztáv, Bandi Dezső, G. Olosz Ella, Péntek János, Kovács Nemere), továbbá a vidéki értelmiség helyzetéről és a család szerepéről a változó világban. Kerekasztal-beszélgetést adott közre a népi táncról Tófalvi Zoltán 1977-ben. Az alkotó gondolkodtatás népszerű rovata a Golyóstoll (Horváth Andor).
A Hét 1978 óta évkönyveket jelentet meg, negyedévenként tudományos mellékletet is kiad TETT címmel, valamint 1977 februárjától Könyvbarát című mellékletet (1981-ig szerkesztette Baróti Pál); ez utóbbi a Romániában megjelenő magyar, román, német nyelvű könyvek válogatott jegyzékét tartalmazza, könyvismertetéseket, a könyvkiadással kapcsolatos interjúkat közöl. Patronálja a lap a székelyudvarhelyi Népszínházat, szervezőmunkája nyomán jött létre a képtár az Arad megyei Zerinden s a kovásznai állandó képzőművészeti kiállítás; pártfogolta a szárhegyi képzőművészeti tábort.

### 1990 után
Az 1990-es években lett a Hét belső munkatársa lett Osváth Annamária.
A lap 2003 nyarán megszűnt. Majd ugyazon év októberétől volt egy újabb próbálkozás, egy új sorozat 2006-ig. A lap számai (nem hiánytalanul) élérhetők az interneten: digiteka.ro.

## Melléklete
Bibliográfiai és könyvismertető melléklete 1977–1989 között a Könyvbarát volt. 1977. február jelzéssel indult, s első évfolyamában nyolcszor, később rendszerint kéthavonta jelent meg. Szerkesztője Baróti Pál, 1981-től szerkesztőt nem tüntetnek fel, 1986-tól (számozatlanul A Hét laptestében) szerkesztője Adonyi Nagy Mária, majd 1987-től Barabás István. Utoljára 1989-ben jelent meg. Az új könyvmegjelenéseket kiadónként sorolta fel; az olvasásra ajánlott kiadványokból vett szemelvények mellett Szőcs István Összevissza c. rovata, interjú a szerzőkkel, könyvtörténet és Kis Könyvlexikon is szerepelt. Az olvasók felvilágosításában és a könyvterjesztésben tizenhárom éven át betöltötte a megszűnt Könyvtári Szemle, majd Könyvtár szerepét.